# Sidney Cristiano dos Santos
Sidney Cristiano dos Santos, genannt Tita, (* 20. Juli 1981 in Rio de Janeiro) ist ein türkisch-brasilianischer Fußballspieler. Während seiner Zeit bei Ankaraspor nahm er die türkische Staatsangehörigkeit an und spielt seither in der Türkei unter einem einheimischen Status.

## Karriere
In seiner Heimat spielte Tita für Ituano FC. Bereits nach einem Jahr ging er in das Ausland. Er unterschrieb in der Türkei bei Ankaraspor. Dort stand er insgesamt sieben Jahre unter Vertrag, jedoch spielte er lediglich drei komplette Spielzeiten für die Mannschaft (2004/05, 2005/06 & 2007/08). Die Saison 2006/07 spielte er für den Stadtrivalen MKE Ankaragücü. Von 2008 bis 2011 gehörte Tita auf Leihbasis Medical Park Antalyaspor an. Im Juli 2011 wechselte er endgültig zu Antalyaspor.
Nachdem sein Verein im Sommer 2014 den Klassenerhalt verfehlt hatte, verließ Tita diesen nach sechs Jahren. Tita unterschrieb am 23. Juli 2014 einen Zweijahresvertrag bei Mersin İdman Yurdu.

## Sonstiges
Tita besitzt die türkische Staatsbürgerschaft. In seinem türkischen Pass trägt er den Namen Melih Gökçek – damit hat er den Namen des Präsidenten seines langjährigen Vereins Ankaraspor gewählt, der gleichzeitig Oberbürgermeister von Ankara ist.